# Friesen
Pour les articles homonymes, voir Friesen.
Friesen [fʁizən]  est une commune française rurale située dans la circonscription administrative du Haut-Rhin et, depuis le 1er janvier 2021, dans le territoire de la Collectivité européenne d'Alsace, en région Grand Est.
Cette commune se trouve dans la région historique et culturelle d'Alsace.
Ses habitants portent le nom de Friesenois.

## Géographie
Friesen est un village situé au cœur de la vallée de la Largue, sur la route allant de Seppois-le-Bas à Dannemarie. L'altitude du village va de 345 à 417 mètres. Il se situe à 12 km d'Altkirch, la capitale du Sundgau. 
Friesen est également limitrophe de la région Bourgogne-Franche-Comté, et proche de la frontière suisse.
Les communes à proximité de Friesen sont Hindlingen (1,1 km), Ueberstrass (1,5 km), Largitzen (2,86 km), Strueth (2,9 km) et Fulleren (3,1 km). La grande ville la plus proche est Mulhouse, située à 24,6 km de Friesen.
Le village est à proximité du parc naturel régional des Ballons des Vosges ainsi que du bois de Hirtzbach (4,2 km).
| Hindlingen                        | Hindlingen  |           |
|                                   | Friesen     | Largitzen |
| Lepuix-Neuf Territoire de Belfort | Ueberstrass |           |

### Hydrographie

#### Réseau hydrographique
La commune est traversée par la ligne de partage des eaux entre les bassins versants du Rhin et de la Saône au sein respectivement du bassin Rhin-Meuse et du bassin Rhône-Méditerranée-Corse. Elle est drainée par la Largue, la Suarcine, le ruisseau de Largitzen, le canal d'alimentation du canal du Rhône au Rhin et le ruisseau de l'Étang Bas,,.
La Largue, d'une longueur de 51 km, prend sa source dans la commune de Oberlarg et se jette  dans l'Ill à Illfurth, après avoir traversé 28 communes. Les caractéristiques hydrologiques de la Largue sont données par la station hydrologique située sur la commune. Le débit moyen mensuel est de 1,07 m3/s. Le débit moyen journalier maximum est de 35,6 m3/s, atteint lors de la crue du 9 août 2007. Le débit instantané maximal est quant à lui de 65,5 m3/s, atteint le 8 août 2007.
La Suarcine, d'une longueur de 20 km, prend sa source dans la commune de Seppois-le-Bas et se jette  dans la Bourbeuse à Montreux-Château, après avoir traversé 13 communes. 
Le Largitzenbach, d'une longueur de 13 km, prend sa source dans la commune de Durlinsdorf et se jette  dans la Largue sur la commune, après avoir traversé six communes. 

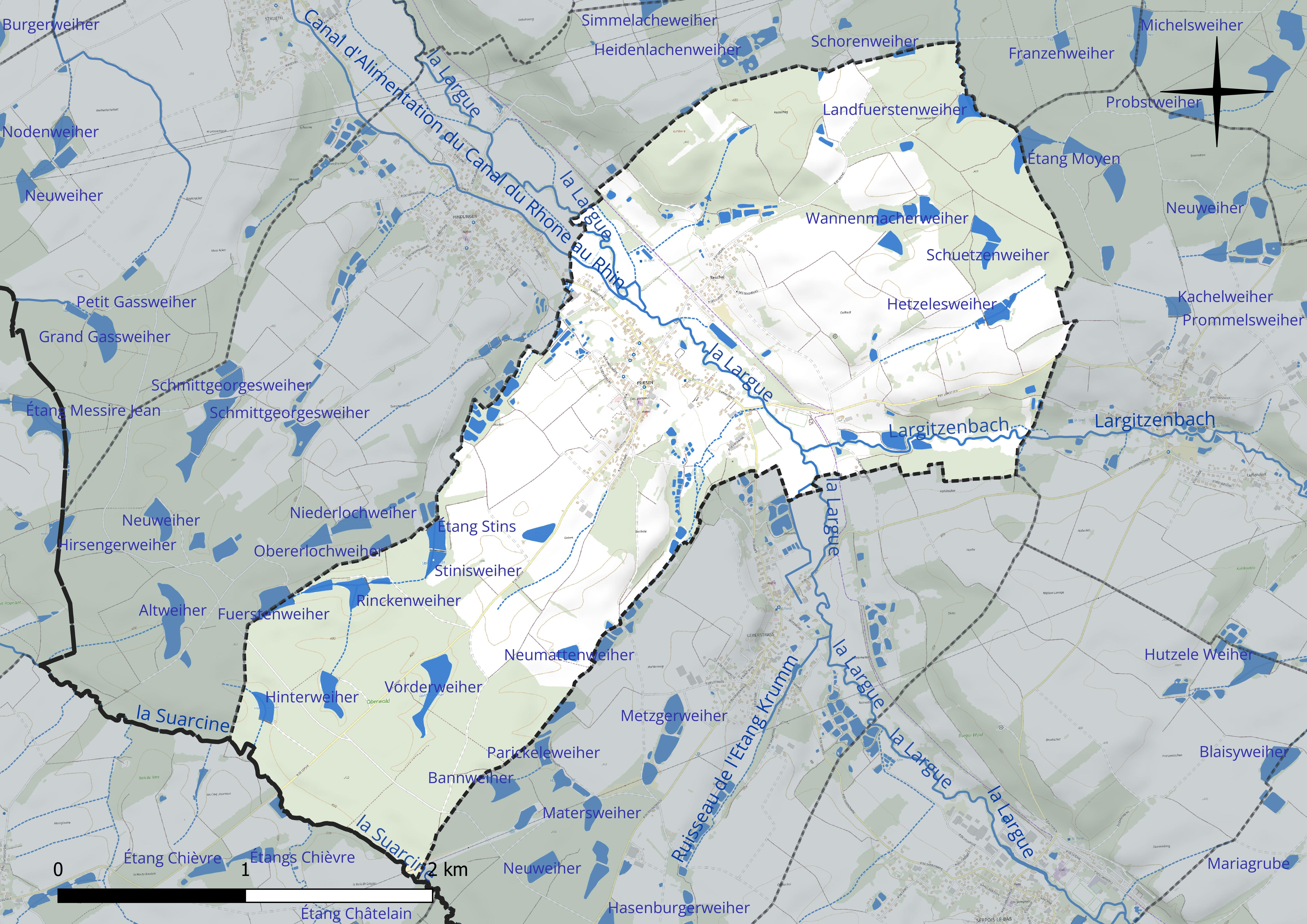
Réseau hydrographique de Friesen.

Divers plans d'eau complètent le réseau hydrographique : Fuerstenweiher, d'une superficie totale de 2,2 ha (0,5 ha sur la commune), Hetzelesweiher (1,1 ha), Hinterweiher (1,1 ha), Landfuerstenweiher, d'une superficie totale de 1,2 ha (1,2 ha sur la commune), l'étang Moyen, d'une superficie totale de 5,1 ha (0,8 ha sur la commune), l'étang Stins (1,2 ha), Neumattenweiher (0,7 ha), Rinckenweiher (2 ha), Schorenweiher, d'une superficie totale de 0,6 ha (0,3 ha sur la commune), Schuetzenweiher (0,7 ha), Stinisweiher (0,8 ha), Vierlisweiher (1,1 ha), Vorderweiher (3 ha) et Wannenmacherweiher (0,8 ha),.

#### Gestion et qualité des eaux
Le territoire communal est couvert par le schéma d'aménagement et de gestion des eaux (SAGE) « Largue ». Ce document de planification concerne le bassin versant de la Largue et une zone située à l'ouest du périmètre (la région de Montreux). Ce territoire s'étend sur 385 km2. Le périmètre a été arrêté le 4 mars 1996 et le SAGE proprement dit a été approuvé le 24 septembre 1999 puis révisé le 17 mai 2016. La structure porteuse de l'élaboration et de la mise en œuvre est le Syndicat mixte pour l'aménagement et la renaturation du bassin versant de la Largue et du secteur de Montreux, qui a évolué en Epage le 1er janvier 2018, sous le nom de Epage Largue. 
La qualité des cours d’eau peut être consultée sur un site dédié géré par les agences de l’eau et l’Agence française pour la biodiversité. 

### Climat
Pour des articles plus généraux, voir Climat du Grand Est et Climat du Haut-Rhin.
En 2010, le climat de la commune est de type climat de montagne, selon une étude du Centre national de la recherche scientifique s'appuyant sur une série de données couvrant la période 1971-2000. En 2020, Météo-France publie une typologie des climats de la France métropolitaine dans laquelle la commune est exposée à un climat semi-continental et est dans la région climatique  Vosges, caractérisée par une pluviométrie très élevée (1 500 à 2 000 mm/an) en toutes saisons et un hiver rude (moins de 1 °C). 
Pour la période 1971-2000, la température annuelle moyenne est de 9,7 °C, avec une amplitude thermique annuelle de 17,6 °C. Le cumul annuel moyen de précipitations est de 971 mm, avec 10,1 jours de précipitations en janvier et 10 jours en juillet. Pour la période 1991-2020, la température moyenne annuelle observée sur la station météorologique de Météo-France la plus proche, « Carspach », sur la commune de Carspach à 7 km à vol d'oiseau, est de 11,0 °C et le cumul annuel moyen de précipitations est de 827,7 mm. 
La température maximale relevée sur cette station est de 38,1 °C, atteinte le 4 août 2022 ; la température minimale est de −17,7 °C, atteinte le 5 février 2012,,. 
Les paramètres climatiques de la commune ont été estimés pour le milieu du siècle (2041-2070) selon différents scénarios d'émission de gaz à effet de serre à partir des nouvelles projections climatiques de référence DRIAS-2020. Ils sont consultables sur un site dédié publié par Météo-France en novembre 2022.

## Urbanisme

### Typologie
Au 1er janvier 2024, Friesen est catégorisée bourg rural, selon la nouvelle grille communale de densité à sept niveaux définie par l'Insee en 2022.
Elle est située hors unité urbaine et hors attraction des villes,.

### Occupation des sols
L'occupation des sols de la commune, telle qu'elle ressort de la base de données européenne d’occupation biophysique des sols Corine Land Cover (CLC), est marquée par l'importance des territoires agricoles (54,8 % en 2018), en diminution par rapport à 1990 (56,5 %). La répartition détaillée en 2018 est la suivante : 
forêts (36 %), terres arables (29,6 %), prairies (15,8 %), zones agricoles hétérogènes (9,4 %), zones urbanisées (5,7 %), eaux continentales (3,6 %). L'évolution de l’occupation des sols de la commune et de ses infrastructures peut être observée sur les différentes représentations cartographiques du territoire : la carte de Cassini (XVIIIe siècle), la carte d'état-major (1820-1866) et les cartes ou photos aériennes de l'IGN pour la période actuelle (1950 à aujourd'hui).

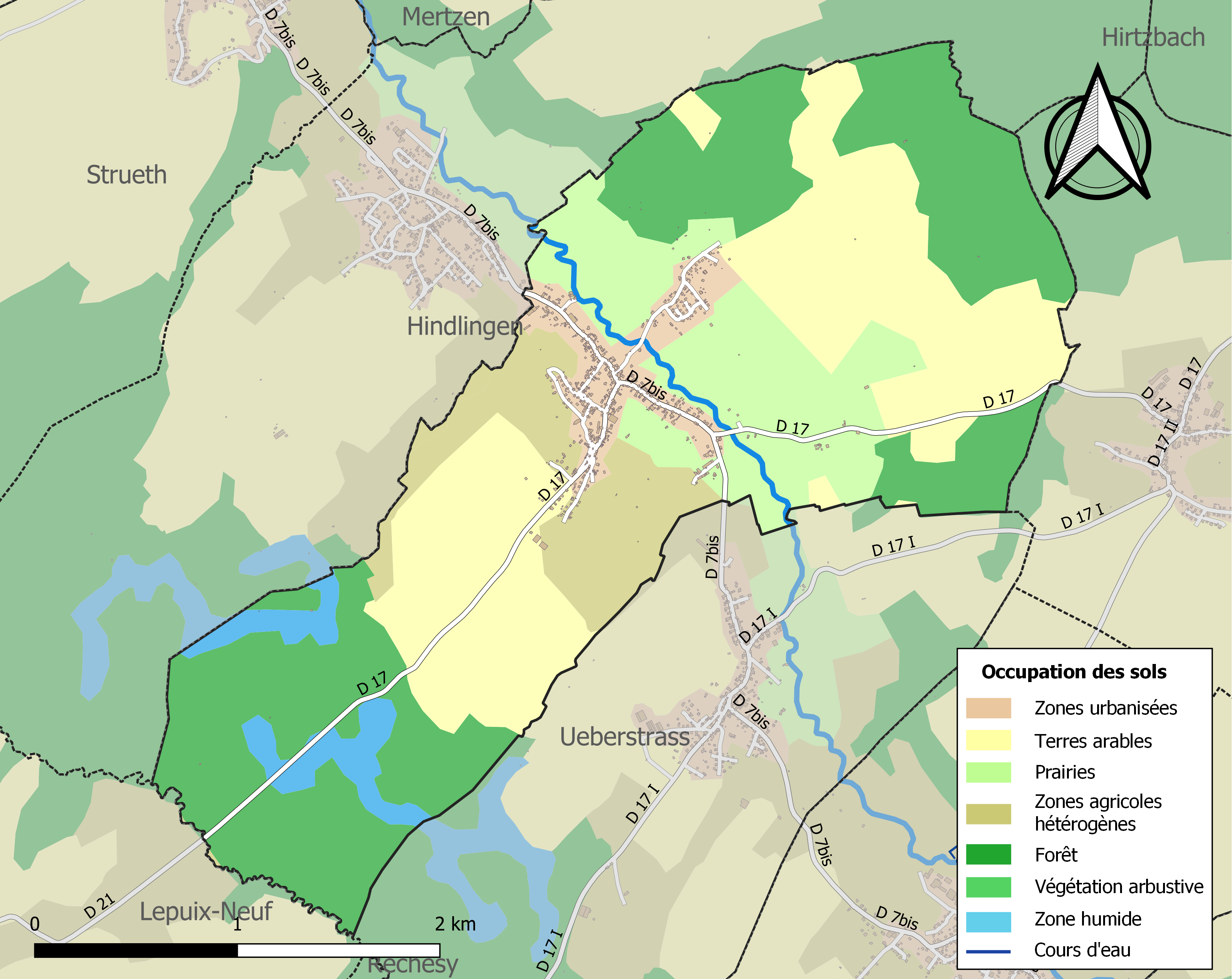
Carte des infrastructures et de l'occupation des sols de la commune en 2018 (CLC).

## Hydrographie
Friesen est traversée par la rivière La Largue, la rivière La Suarcine et le Largitzerbach, ruisseau de Largitzen, le ruisseau de l'Étang et le Bas ruisseau de l'Étang Krumm.

## Histoire
Le camp fortifié romain de Larga signalé comme une étape de la table de Peutinger se trouvait sur l'actuel territoire de la commune de Friesen, au lieu-dit Goldigberg. Il fut découvert par l'archéologue badois Karl Gutmann.
Pendant le Moyen Âge, Friesen faisait partie de la « mairie de la Largue », qui regroupait une dizaine de villages, administrés par un « maire » nommé par la Seigneurie d'Altkirch. Celle-ci dépendait du comté de Ferrette (devenu hasbourgeois à partir de 1324). Certaines publications citent le château de Friesen. Tout porte à croire qu'il s'agissait d'une « maison forte », mentionnée au début du XIVe siècle, c'est-à-dire d'un bâtiment construit en pierre, protégé par un fossé rempli d'eau.
Les guerres de Religion du XVIe siècle ont épargné le Sundgau habsbourgeois et catholique. Par contre, Friesen et les trois villages limitrophes formant la paroisse éponyme connurent les horreurs de la guerre de Trente Ans. À la fin de la guerre, il ne restait que 110 habitants dans les quatre communautés, alors qu'ils étaient 640 auparavant. Ceux qui avaient échappé aux massacres s'étaient réfugiés surtout en Suisse. Le Sundgau devint français en 1648. Louis XIV favorisera l'immigration pour redonner vie au pays dévasté. Dans la vallée de la Largue, la plupart des immigrants fut d'origine suisse. C'étaient bien souvent des gens fuyant leur pays pour des raisons religieuses (anabaptistes, protestants), politiques ou économiques (la survie y était difficile). On trouvera ainsi de nombreux domestiques, bergers, charbonniers, qui sauront très vite s'intégrer et se fondre dans la population locale.

### Héraldique
| Blason de Friesen | Les armes de Friesen se blasonnent ainsi : « D'azur à la bêche d'or en pal. » |

## Politique et administration
| Période                                  | Période                   | Identité                                     | Étiquette | Qualité             |
| ---------------------------------------- | ------------------------- | -------------------------------------------- | --------- | ------------------- |
| mars 2001                                | mars 2008                 | Claude Scherrer                              | SE        | Instituteur         |
| mars 2008                                | En cours (au 31 mai 2020) | Claude Geiger Réélu pour le mandat 2020-2026 | SE        | Exploitant agricole |
| Les données manquantes sont à compléter. |                           |                                              |           |                     |

## Démographie
L'évolution du nombre d'habitants est connue à travers les recensements de la population effectués dans la commune depuis 1793. Pour les communes de moins de 10 000 habitants, une enquête de recensement portant sur toute la population est réalisée tous les cinq ans, les populations de référence des années intermédiaires étant quant à elles estimées par interpolation ou extrapolation. Pour la commune, le premier recensement exhaustif entrant dans le cadre du nouveau dispositif a été réalisé en 2004.

En 2022, la commune comptait 667 habitants, en évolution de +4,06 % par rapport à 2016 (Haut-Rhin : +0,66 %, France hors Mayotte : +2,11 %).
| 1793 | 1800 | 1806 | 1821 | 1831 | 1836 | 1841 | 1846 | 1851 |
| ---- | ---- | ---- | ---- | ---- | ---- | ---- | ---- | ---- |
| 511  | 474  | 484  | 529  | 619  | 570  | 632  | 671  | 688  |

| 1856 | 1861 | 1866 | 1871 | 1875 | 1880 | 1885 | 1890 | 1895 |
| ---- | ---- | ---- | ---- | ---- | ---- | ---- | ---- | ---- |
| 680  | 676  | 717  | 671  | 623  | 639  | 630  | 623  | 619  |

| 1900 | 1905 | 1910 | 1921 | 1926 | 1931 | 1936 | 1946 | 1954 |
| ---- | ---- | ---- | ---- | ---- | ---- | ---- | ---- | ---- |
| 558  | 548  | 537  | 522  | 543  | 500  | 456  | 470  | 471  |

| 1962 | 1968 | 1975 | 1982 | 1990 | 1999 | 2004 | 2006 | 2009 |
| ---- | ---- | ---- | ---- | ---- | ---- | ---- | ---- | ---- |
| 537  | 528  | 552  | 536  | 585  | 594  | 550  | 526  | 597  |

| 2014 | 2019 | 2022 | - | - | - | - | - | - |
| ---- | ---- | ---- | - | - | - | - | - | - |
| 633  | 650  | 667  | - | - | - | - | - | - |

## Infrastructures
Friesen dispose d'infrastructures multiples. Outre une caserne de pompiers, on peut y trouver une Hall des Sports (la plus grande salle de la vallée), une école, une église, une maison forestière et un presbytère.
Côté loisirs, la commune dispose d'un terrain de tennis, d'un terrain de pétanque et d'un stade de foot. En 2010, un Bike Park a également vu le jour. De plus, la commune est traversée par une piste cyclable qui relie Pfetterhouse à Mulhouse et par un sentier de Grande Randonnée.

## Lieux et monuments

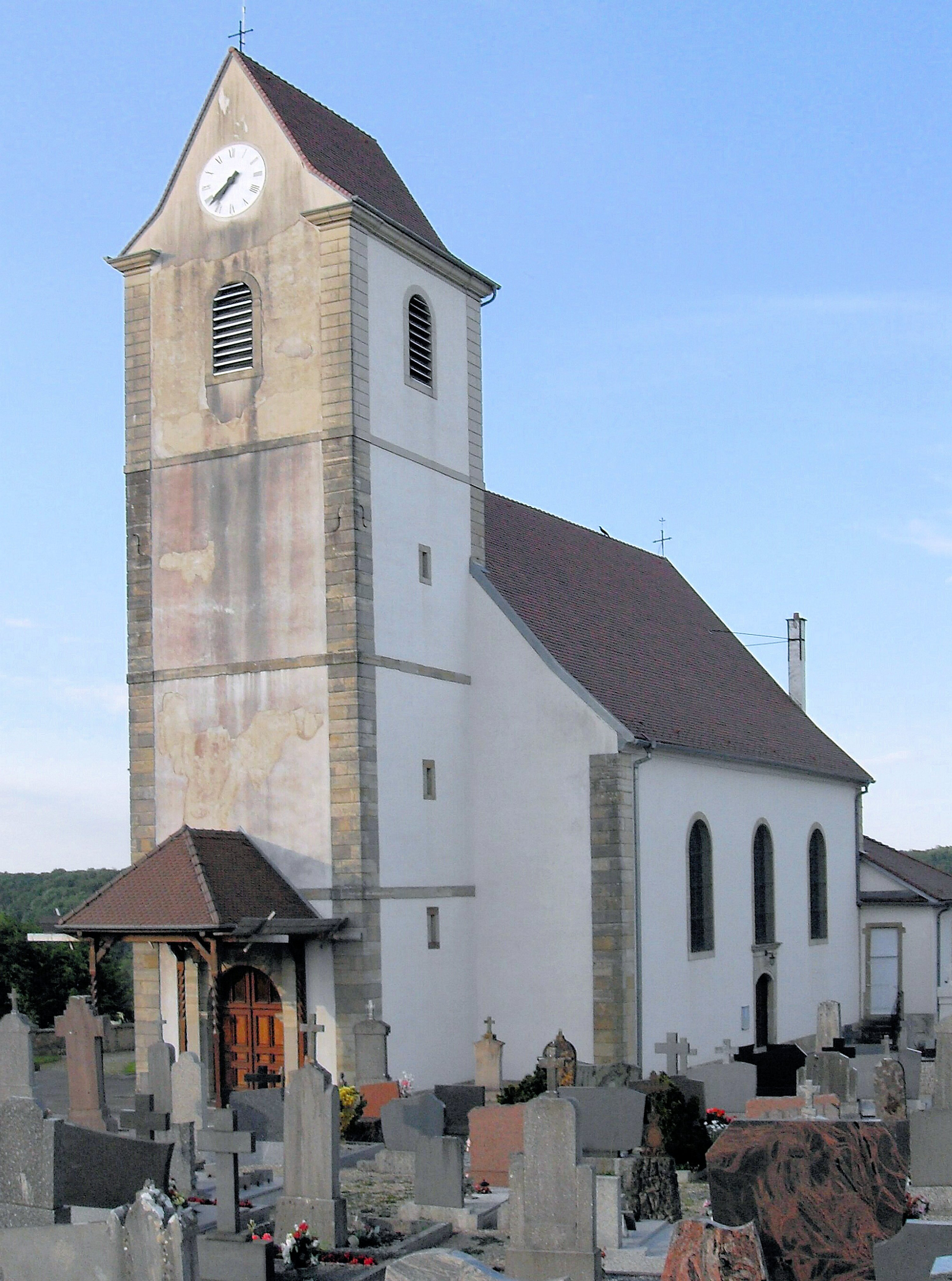
L'église Saint-Pierre et Saint-Paul.

Friesen a conservé une cinquantaine de bâtiments à pans de bois, dont la construction s'échelonne entre 1497 et 1878. La ferme monobloc de 1497-1500, située au cœur du village au no 49 de la rue Principale, représente, expertisée par dendrochronologie, la plus ancienne maison paysanne d'Alsace.
La commune de Friesen, la communauté de communes du canton de Hirsingue et un établissement bancaire ont permis d'éditer un guide de visite du patrimoine bâti. Élaboré par Daniel Rouschmeyer et Maurice Gross, cet opuscule, disponible en français et en allemand, décrit vingt-quatre maisons à colombages qui illustrent les différents styles de construction.

## À noter
Friesen compte deux piscicultures, ce qui fait du village la « capitale de la carpe frite », spécialité du Sundgau.
La commune fait partie des villes et villages fleuris. Une fleur lui a été décernée.

## Musée proche aux alentours de Friesen
* Le Musée Sundgauvien d'Altkirch.

## Monuments Historiques aux alentours de Friesen
* À Réchésy : la chapelle du cimetière qui date du Moyen Âge et une ferme du XVIIIe siècle, propriété privée.
* À Dannemarie : la motte féodale dite motte de Manspach, du Moyen Âge, propriété privée.
* À Hirtzbach : le château de Reinach, de la première moitié du XVIIIe siècle et du premier quart du XIXe siècle, ainsi que le parc de Reinach, propriétés privées.
* À Courtelevant, le moulin Marion, qui date du milieu du XIXe siècle, propriété privée.
* À Altkirch :
- l'ancienne maison du Bailli qui date du XVIe. Elle est remarquable pour son garde-corps en fer forgé, ses toitures et sa tourelle avec escalier en vis. Elle appartient à la commune.
- l'église Saint-Morand, construite aux XIIe, XIVe, XVIe et XVIIIe siècles. C'est la propriété de la commune.
- la Fontaine de la Vierge date du XVe et XIXe siècles, propriété de la commune.
- l'hôpital Saint-Morand, du troisième quart du XVIIIe siècle et du deuxième quart du XIXe siècle, qui est la propriété de la commune.
- l'Hôtel de Ville, de la fin de XVIIIe siècle.
- Différentes maisons du XVIe et XVIIe siècles, dont l'une a un motif sculpté au-dessus de la porte dans la tourelle d'escalier.
- la Vieille porte de ville qui date du quatrième quart du XVIIIe siècle et du XIXe siècle.

## Appellation d'origine contrôlée (AOC) et label IGP
Sur le territoire de la commune, on a l'AOC pour le munster ainsi que les indications géographiques protégées (IGP) pour les volailles d'Alsace, le miel d'Alsace, la crème fraîche fluide d'Alsace et les pâtes d'Alsace.